# ドナ・サマー
ドナ・サマー（Donna Summer、1948年12月31日 - 2012年5月17日）は、アメリカ合衆国の歌手、ソングライター。マサチューセッツ州ボストン近郊のドーチェスター出身。グラミー賞を5回受賞した。
ディスコの女王（Queen of Disco）の異名を持つ。

## 経歴

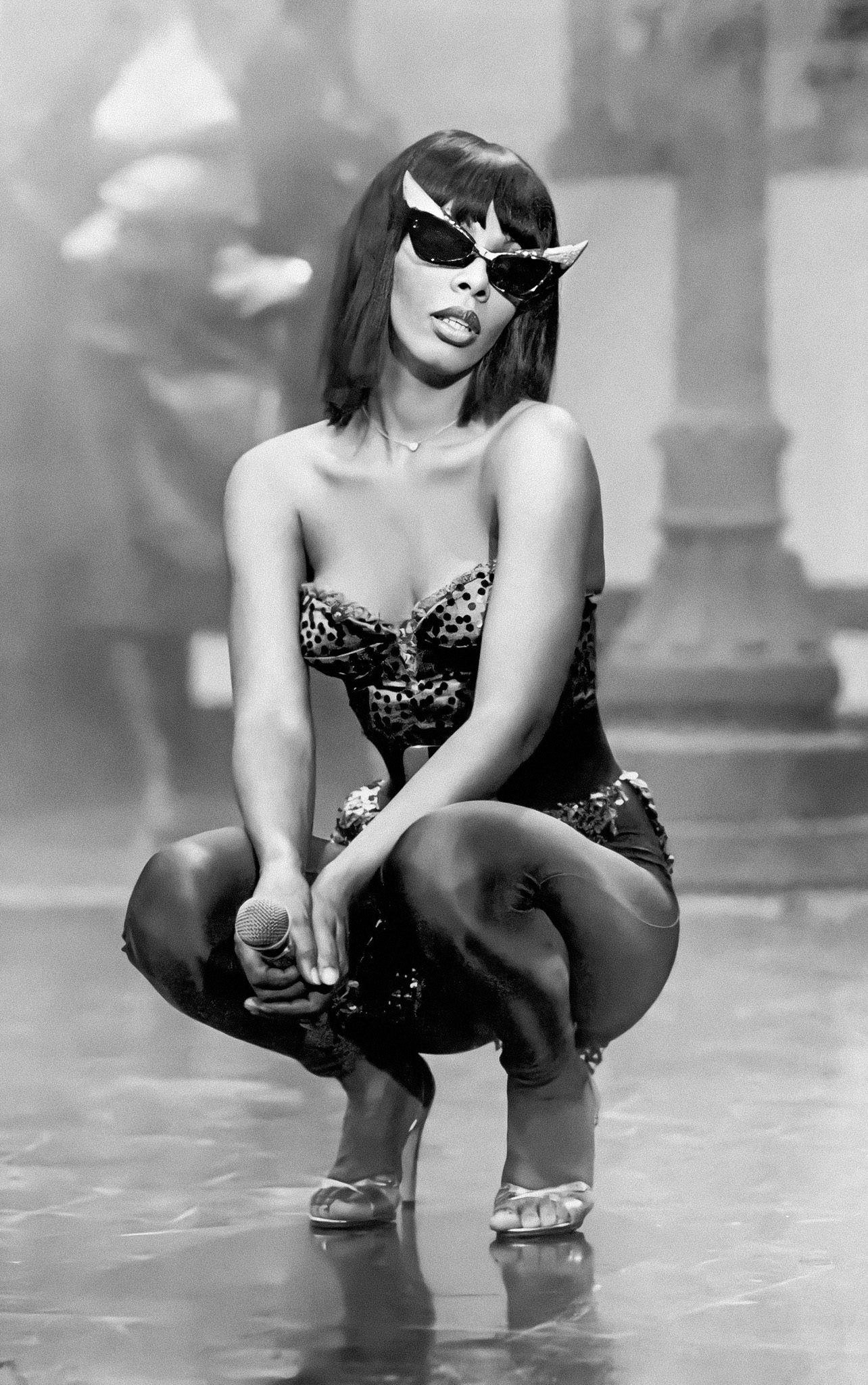
Summer The Donna Summer Specialでバッド・ガールを歌ったドナ・サマー（1980年）

1968年にミュージカル「ヘアー」のヨーロッパ公演でデビュー、1971年にファーストシングル、1974年にファーストアルバムを発表した。
1970年代にジョルジオ・モロダーのプロデュースにより、ディスコ・ミュージックの第一人者として活躍し「ディスコの女王」（Queen of Disco）と呼ばれ、一世を風靡した。70年代後半のディスコではシルヴェスター、ヴィレッジ・ピープルらの「ゲイ・ディスコ」が人気となっていた。アメリカのディスコの客は黒人とゲイが多かったが、ゲイの男性から特に支持されていたのが、ドナ・サマーである。他にゲイの男性を中心として、グロリア・ゲイナー、ダイアナ・ロス、メルバ・ムーア、ロリータ・ハロウェイらもディスコの女王という見方をされた。彼女は、75年から80年にかけて「ホット・スタッフ」「愛の誘惑」「アイ・フィール・ラブ」「マッカーサー・パーク」「バッド・ガール」「ワンダラー」「ラスト・ダンス」「ヘブン・ノウズ」「オン・ザ・レイディオ」「ディム・オール・ザ・ライト」 などのヒットを放った。81年は不調だったが、その後も「ラブ・イズ・イン・コントロール」(1982)「情熱物語」(1983)をヒットさせている。84年から88年にかけては、はっきり低迷状態となり、過去の人扱いされた。しかしサマーは「イッツ・フォー・リアル」(1989)のカム・バック・ヒットを放つことができた。
1980年にデヴィッド・ゲフィン率いるゲフィン・レコードへ古巣のカサブランカ・レコードから移籍。その後、彼女が「AIDSはゲイに対する天罰である」と発言したとされ、ゲイのファンも多かったために反感を買った。1980年代中盤の間、サマーの広報はデマについての否定声明を数回に渡って出し、レコード業界とゲイ・コミュニティの一部が彼女を支え続けた。サマー自身はこの件について沈黙を続け、彼女が直接言及するのは数年後のことだった。1989年に雑誌アドボケートのインタビューに答え、自分のキャリアはオープンゲイの多くのスタッフと共に築いてきたし、ゲイを理由に彼らを批難したことは一度も無いと述べ、「私は性的指向で人を見たりしない。ゲイかストレートかで人を判断したりしない。私の愛は人としての思いやりから成っている。」と述べた。またハフィントン・ポストの記事においても、サマーがアンチ・ゲイとのレッテルを拒否したことが明らかになっている。

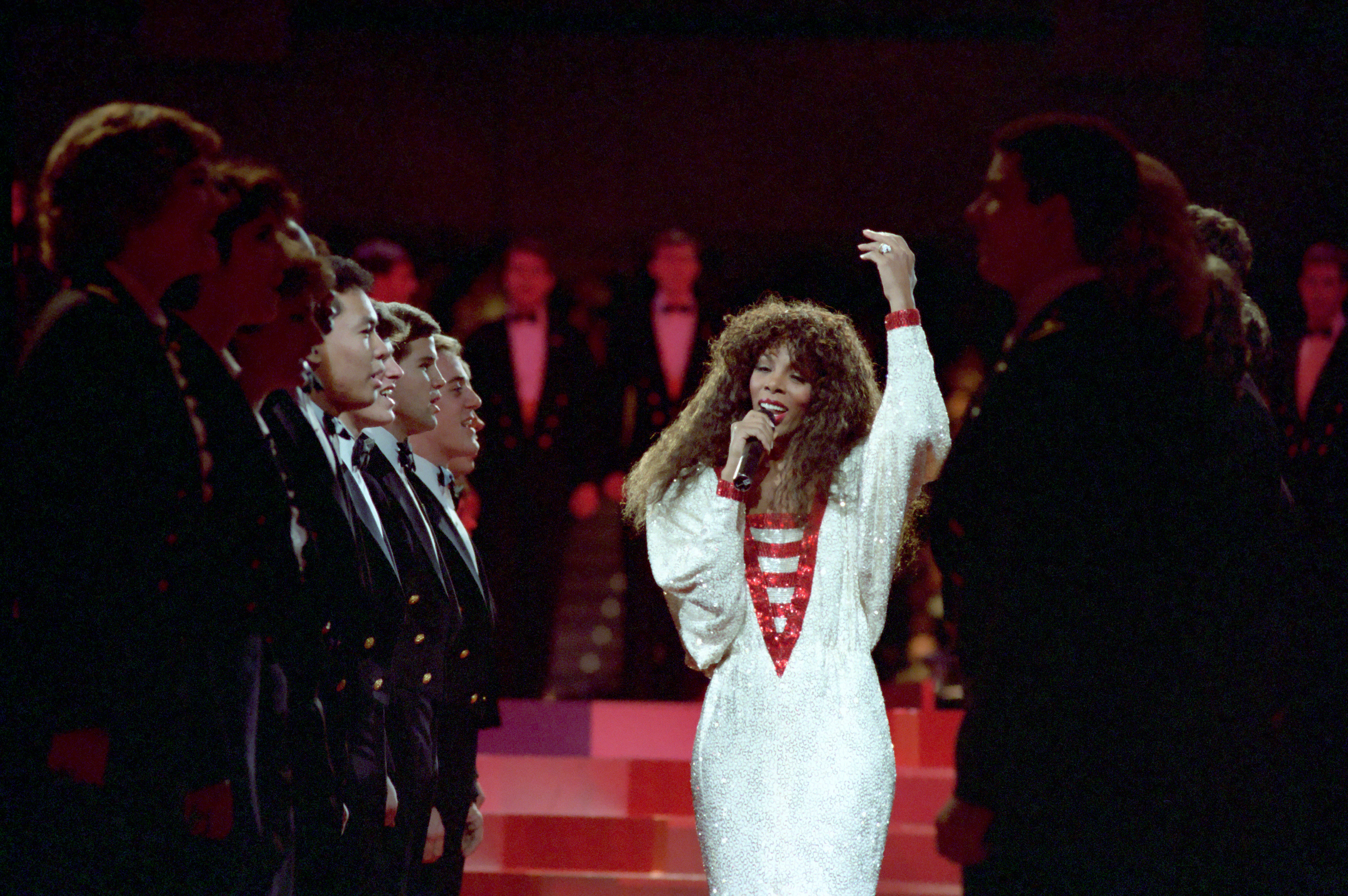
Washington DCのコンベンション・センターでのドナ（1985年）

1990年代から2000年代にかけては目立ったヒット曲はないが、元祖ディスコクイーンたる由縁か、ビルボードのダンスまたはクラブ・チャートにおいてトップ10入りする常連であった。1992年にはハリウッド・ウォーク・オブ・フェームの星を獲得した。
2008年5月に9年ぶり（オリジナルアルバムとしては17年ぶり）となる『Crayons』を発表、ここからのシングル3曲「I'm a Fire」「Stamp Your Feet」「Fame (The Game)」そして「To Paris With Love」が2008年から2010年にかけて4曲連続でビルボードのダンス・チャートで1位を記録。「To Paris With Love」は、彼女にとってビルボードの各シングル・チャートにおける通算22曲目の1位となった。
2012年5月17日朝、フロリダ州ネイプルズで、肺がんのため死去。享年63歳。
なお、彼女は喫煙者ではなかった。
2013年に、ロックの殿堂入りを果たした。授賞式ではケリー・ローランドがプレゼンターを務め、彼女の家族が受賞し、ジェニファー・ハドソンが「バッド・ガール」「ラスト・ダンス」のカバーを披露した。
なお、サマーは有名になる前、約8年間ドイツを中心にヨーロッパで歌手活動をしていたため、ドイツ語が堪能であった。
- 1991年に来日公演した時に彼女の髪が金髪だったのは、その年にリリースされたアルバム"Mistaken Identity"のジャケット撮影の直後にその公演が行われたため（そのアルバムのジャケットで彼女は“人違い”の意のタイトルに因んで金髪であった）。よってあの金髪は かつらではなく、染めた地毛であった。

## サマーのフォロワー
- マドンナ
- ブロンディ
- ニュー・オーダー
- ビヨンセ

## カバー曲など
- ブロンスキー・ビート・アンド・マーク・アーモンド『アイ・フィール・ラヴ』
  - ブロンスキー・ビートはゲイによるエレクトロ・ポップ・バンドで、マーク・アーモンドもゲイである。
- シーナ・イーストン『恋の魔法使い』
- アンダーワールドの『キング・オブ・スネイク』のベースラインは『アイ・フィール・ラヴ』のものを手本にしている。

## ディスコグラフィ

### アルバム
- Lady of the Night （1974年日本未発売）-インディーズアルバム
- Love to Love You Baby　愛の誘惑（1975年)-メジャーアルバム第1弾
- A Love Trilogy　ラブ・トリロジー（1976年）-メジャーアルバム第2弾
- Four Seasons of Love 　フォー・シーズンズ・オブ・ラブ（1976年)-メジャーアルバム第3弾
- I Remember Yesterday　アイ・リメンバー・イエスタデイ（1977年)-メジャーアルバム第4弾
- Once Upon a Time　ワンス・アポン・ア・タイム（1977年)-メジャーアルバム第5弾
- Live and More　ライブ・アンド・モア（1978年)-メジャーアルバム第6弾(発売当時LP2枚組の1面〜3面が、1st〜5thからの楽曲のライヴ録音。4面がリチャード・ハリスのカヴァー曲「マッカーサーパーク組曲」という構成が、アルバムタイトルの所以。)
- Bad Girls　華麗なる誘惑（1979年）-メジャーアルバム第7弾
- On the Radio　オン・ザ・レイディオ (1979年)-ベストアルバム第1弾:全16曲入り-メジャーアルバム第8弾
- The Wanderer　ワンダラー（1980年）-メジャーアルバム第9弾。ゲフィン・レコード移籍第1作
- Donna Summer　恋の魔法使い（1982年）-メジャーアルバム第10弾。彼女の名前が冠した記念すべきアルバム。
- She Works Hard for the Money　情熱物語（1983年）-メジャーアルバム第11弾
- Cats Without Claws　キャッツ・ウィズアウト・クロウズ（1984年）-メジャーアルバム第12弾
- All Systems Go　オール・システムズ・ゴー（1987年）-メジャーアルバム第13弾
- Another Place and Time　アナザー・プレイス・アンド・タイム（1989年）-メジャーアルバム第14弾
- Mistaken Identity　ミステイクン・アイデンティティー（1991年）-メジャーアルバム第15弾
- Christmas Spirit　クリスマス・スピリット（1994年）-メジャーアルバム第16弾。クリスマスの名曲が色んなジャンルによってカヴァーされた。
- I'm a Rainbow　アイム・ア・レインボー（1996年、しかしレコーディングは1981年）-メジャーアルバム第17弾。度重なる延期の末、発売されたアルバム。
- Live & More... Encore!　ライブ&モア・アンコール！（1999年）-メジャーアルバム第18弾。(VH1)のライヴのハイライトの中から選りすぐりのナンバーをセレクト。
- Crayons   クレヨン（2008年）-メジャーアルバム第19弾。ドナ・サマーにとって最期のアルバム。エレクトロニック・ダンス・ミュージック系や色々なジャンルか詰まったダンスミュージックの見本的アルバム。
- Love To Love You Donna (2013年)-メジャーアルバム第20弾。最近流行りのエレクトロニック・ダンス・ミュージックサウンド全開のリミックス・ミニアルバム。アフロジャックをはじめとするエレクトロニック・ダンス・ミュージックサウンドを代表する様々なリミックス・アーティストが集結。

### シングル
(日本盤シングルとしてリリースされた曲に限り邦題を「」内に表記。）
- The Hostage 「恐怖の脅迫電話」(1974年) （ただし当時はドンナ・サマーとして）
- Lady of the Night (1974年)  （欧州のみリリース）
- Love to Love You Baby 「愛の誘惑」(1975年)、ヒット曲
- Could It Be Magic 「恋はマジック」(1976年)
- Try Me I Know We Can Make It 「愛のたわむれ」(1976年)
- Spring Affair 「スプリング・アフェアー」(1976年)
- Can't We Just Sit Down (And Talk It Over) 「貴方のひざで」(1977年)
- I Remember Yesterday 「アイ・リメンバー・イエスタデイ」(1977年)
- Love's Unkind (1977年)  （欧州のみリリース。）
- I Feel Love「アイ・フィール・ラブ」 (1977年)  （日本では「貴方のひざで」のB面としてリリース）、ヒット曲
- Rumour Has It (1977年)  （日本では「ワンス・アポン・ア・タイム」のB面としてリリース）
- Once Upon a Time 「ワンス・アポン・ア・タイム」(1977年)
- I Love You 「アイ・ラブ・ユー」(1977年)
- Down Deep Inside (Theme from "The Deep") 「ザ・ディープのテーマ」(1978年)
- Last Dance 「ラスト・ダンス」(1978年)
- MacArthur Park 「マッカーサー・パーク」(1978年)
- Heaven Knows 「ヘブン・ノウズ」(1978年)
- Hot Stuff 「ホット・スタッフ」(1979年)
- Bad Girls 「バッド・ガールズ」(1979年)
- Dim All the Lights 「ディム・オール・ザ・ライツ」(1979年)
- Sunset People 「サンセット・ピープル」(1979年)  （欧州・日本のみリリース）
- No More Tears (Enough Is Enough) 「ノー・モア・ティアーズ」(1979年)
- On the Radio 「オン・ザ・レイディオ」(1979年)
- Walk Away 「ウォーク・アウェイ」(1980年)
- The Wanderer 「ワンダラー」(1980年)
- Cold Love 「コールド・ラブ」(1980年)
- Looking' Up 「ルッキング・アップ」(1980年)  （日本のみリリース。）
- Who Do You Think You're Foolin' (1980年)  （日本では「ルッキング・アップ」のB面としてリリース）
- Love is in Control 「恋の魔法使い」(1982年)
- State of Independence 「ステイト・オブ・インデペンデンス」(1982年)
- Protection 「プロテクション」(1982年)  （日本・欧州でリリース）
- The Woman in Me (1982年)  （日本未発売）
- She Works Hard for the Money 「情熱物語」(1983年)
- Unconditional Love 「アンコンディショナル・ラブ」(1983年)
- Love Has a Mind of its Own 「愛を心に」(1983年)
- There Goes My Baby 「ゼア・ゴーズ・マイ・ベイビー」(1984年)
- Supernatural Love 「スーパーナチュラル・ラブ」(1984年)
- Eyes (1984年)   (欧州のみリリース)
- Dinner With Gershwin 「ディナー・ウィズ・ガーシュウィン」(1987年)
- All Systems Go(1987年)  （欧州のみリリース)
- Only the Fool Survives 「オンリー・ザ・フール」(1987年)
- This Time I Know It's for Real 「イッツ・フォー・リアル」(1989年)
- I Don't Wanna Get Hurt 「アイ・ドント・ウォナ・ゲット・ハート」(1989年)  （米国未発売）
- Love's About to Change My Heart 「チェンジ・マイ・ハート」(1989年)
- When Love Takes Over You (1989年)  （欧州のみリリース）
- Breakaway (1990年) （日本未発売）
- When Love Cries 「ホエン・ラブ・クライズ」(1991年)
- Work That Magic 「ワーク・ザット・マジック」(1991年)
- Carry on (1992年)   (日本未発売）
- La Vie en rose (1993年)   (欧州のみリリース）
- Melody of Love (Wanna Be Loved) 「メロディ・オブ・ラヴ」(1994年)
- Whenever There is Love (1997年)  （日本未発売）
- I Will Go With You 「アイ・ウィル・ゴー・ウィズ・ユー」(1999年)
- Love is the Healer (1999年) (日本未発売）
- The Power of One (Theme from "Pokémon 2000") (2000年)  （日本未発売）
- You're So Beautiful (2003年)  （日本未発売）
- I Will Live for Love (2003年)  （日本未発売）
- I Got Your Love (2005年)  （日本未発売）
- I'm a Fire (2008年)
- Stamp Your Feet (2008年)
- Sand on My Feet (2008年)
- Fame (The Game) (2008年)
- To Paris With Love (2010年)

## 日本公演
- 1979年

6月19日 日本武道館、21日,22日 大阪フェスティバルホール
- 1987年

12月11日新潟県民会館、12月12日横浜スペシャル・イベントサイト
12月14日福岡サンパレス、12月16日名古屋市公会堂
12月18日大阪厚生年金会館、12月19日,20日NHKホール（東京）
12月21日新高輪プリンスホテル「飛天の間」（ディナー・ショー）（東京）
- 1991年　　American Music Awards in Yokohama Arena

3月23日 横浜アリーナ
- 1994年

12月14日,15日 六本木ヴェルファーレ、16日 大宮ソニックシティ、19日 神奈川県民ホール
なお、大宮ソニックシティでの公演は5曲ほどで中止になった。これは前日までの六本木ヴェルファーレ公演で喉を潰してしまったためで、次の神奈川県民ホールでのコンサートのチケットとの引き換えか、全額返金という形で対処された。